# SpVgg Bayern Hof
SpVgg Bayern Hof – niemiecki klub piłkarski, grający obecnie w Bayernlidze (odpowiednik piątej ligi), mający siedzibę w mieście Hof, leżącym w Bawarii (Górna Frankonia). W 2005 roku po fuzji zespół zajął miejsce klubu Bayern Hof w rozgrywkach Landesligi Bayern-Nord (5. poziom), a miejsce rezerw klubu - Bayern Hof II w rozgrywkach Bezirksoberligi Oberfranken (6. poziom) zajęła drużyna rezerwowa - SpVgg Bayern Hof II.

## Historia
Klub został założony jako SpVgg Bayern Hof w 2005 roku, gdy SpVgg Hof połączył się z Bayern Hof. Największe sukcesy klub odnosił przed fuzją jako:
- - Bayern Hof: przed II wojną światową, gdy przez 5 sezonów występował w Bezirkslidze Bayern (1. poziom rozgrywek piłkarskich w Niemczech). Po II wojnie światowej przez 4 sezony (1959/60-62/63) występował na 1. poziomie w rozgrywkach Oberligi Süd oraz przez 28 sezonów, gdy występował na 2. poziomie rozgrywek (1946/47-49/50 - Landesliga Bayern, 1950/51-58/59 - 2. Oberliga Süd, 1963/64-73/74 - Regionalliga Süd i 1974/75-77/78 - 2. Bundeslidze Süd). W 1968 roku zdobył mistrzostwo oraz w roku 1967 i 1972 wicemistrzostwa Regionalligi Süd i grał w barażach o Bundesligę.
- - SpVgg Hof: przez 1 sezon występował w Bezirkslidze Bayern (1929/30 - wtedy 1. poziom rozgrywek) i 1 sezon (1966/67), gdy występował w Amateurlidze Bayern (3. poziom rozgrywek) oraz występy na 4. poziomie rozgrywek piłkarskich w Niemczech przez 13 sezonów.

## Sezony
| Lata    | Dywizja                    | Pozycja |
| 2005-06 | Landesliga Bayern-Nord (V) | 1 ↑     |
| 2006-07 | Oberliga Bayern (IV)       | 12      |
| 2007-08 | Oberliga Bayern            | 15      |
| 2008-09 | Bayernliga (V)             | 10      |
| 2009-10 | Bayernliga                 | 10      |
| 2010-11 | Bayernliga                 | 15      |
| 2011-12 | Bayernliga                 | ?       |